# ナバス・デ・トロサの戦い
ラス・ナバス・デ・トロサの戦い（スペイン語：Batalla de Las Navas de Tolosa、アラビア語：معركة العقاب）は、1212年7月16日にイベリア半島、現在のスペイン・アンダルシア州ラ・カロリナ内のナバス・デ・トロサで、カスティーリャ王アルフォンソ8世をはじめとするキリスト教（カトリック）諸国連合軍とムワッヒド朝カリフ・ムハンマド・ナースィルが率いるイスラム教諸国連合軍の間で行なわれた戦いである。

## 戦前のイベリア半島情勢
1195年、アラルコスの戦いでカスティーリャ王アルフォンソ8世は、勢いに乗るムワッヒド朝のカリフ・ヤアクーブ・マンスールに敗れ、この戦いでムワッヒド朝はトルヒージョ（現エストレマドゥーラ州）、プラセンシア（同）などの重要な町を奪い、タラベーラ・デ・ラ・レイナ（現カスティーリャ・ラ・マンチャ州）、クエンカ（同）、トレド（同）、マドリード（現マドリード州）は落とせなかったが略奪と破壊を繰り返した。そのためタホ川流域以南は依然としてイスラム勢力の支配下に置かれることになった。
しかも同年、その敗戦につけこんだ従弟のレオン王アルフォンソ9世から攻撃を受けた。これは退けたものの、元アルフォンソ8世の部下でマンスールに寝返ったペドロ・フェルナンデス・デ・カストロの仲介で、レオンはマンスールから資金と軍の提供を取り決め、ナバラ王サンチョ7世もレオンやムワッヒド朝と共謀してカスティーリャ領を攻撃した。このようにカスティーリャ王国は、東隣のアラゴン王国とはカソーラ条約で国境を定めていたが、北東のナバラと西隣のレオンとは国境紛争が繰り返されている状況であった。
だが1196年にアルフォンソ9世とカストロがローマ教皇ケレスティヌス3世の怒りを買い破門、1197年にアルフォンソ8世の娘ベレンゲラとの結婚で和睦して包囲網が崩れると、同年にアルフォンソ8世はマンスールと10年の休戦を結び危機を脱した。休戦はマンスールの息子ムハンマド・ナースィルとも結ばれ、1210年まで延長された。この隙にアルフォンソ8世はナバラへ逆襲、1198年にアラゴン王ペドロ2世と結託しナバラへ侵攻、1200年までにアラバ・ギプスコア・ビスカヤを奪いバスク地方を併合、ナバラに対して優位に立った。こうしてカスティーリャは劣勢から立ち直った。
一方、トレド大司教ロドリゴ・ヒメネス・デ・ラダはキリスト教国間の戦争を憂い、打倒イスラム教へ団結を呼びかけて説得に当たり成果は無かったが諦めず、代替わりした教皇インノケンティウス3世の意向を受けてムワッヒド朝に対する十字軍結成へ奔走した。それが報われ1209年にサンチョ7世とペドロ2世、アルフォンソ8世とアルフォンソ9世がそれぞれ和睦、イベリア半島のキリスト教国の和睦を確認した教皇はコインブラ・サモラ・タラソナのイベリア半島各司教に十字軍の支援を呼びかけ、ムワッヒド朝への決戦に向けて準備を進めていった。

## カトリック連合軍の集結と脱落者の続出
1199年に死んだマンスールの後を継いだムハンマド・ナースィルは1211年5月、10万を越える大軍を率いてジブラルタル海峡を渡り、6月にセビリアへ到着、カラトラバ騎士団の守るサルバティエラ城を包囲して9月に占領、カトリック諸国の心胆寒からしめた。これには、休戦中にもかかわらずカスティーリャが植民を通じてムワッヒド朝の領土を侵略し始めていたこと、および軍事遠征でいくつかの砦を奪ったこと、アラゴンもバレンシア王国方面の砦を攻略したためムスリムがナースィルへ援軍を要請したことが原因とされている。しかしムワッヒド軍はイベリア半島上陸とサルバティエラ城攻略に時間をかけ過ぎたため、一気にトレドへ進軍出来ずセビリアへ引き上げて越冬せざるを得なかった。
ムワッヒド朝が新たに攻撃の準備をしていることを知ると、アルフォンソ8世は側近ロドリゴをローマへ派遣、教皇インノケンティウス3世の援助を願い勅書を求めた。教皇は期待に応え、フランスへアルフォンソ8世との合流を信者たちに呼びかける書簡を送り、十字軍召集と免償を約束したおかげでフランスは南部で多くの騎士たちが十字軍へ合流していった。また教皇はカトリック諸国間で争うのをやめ、アルフォンソ8世の指揮下で一致団結して対イスラム戦争を戦うように命じた。アルフォンソ8世もサンチョ7世、ペドロ2世と同盟を確約した。
カトリック連合軍の構成は次のようであった。アルフォンソ8世の指揮する軍勢はカスティーリャの20の町の軍団の連合であった。メディナ・デル・カンポ、マドリード、ソリア、アルマサン、メディナセリとサン・エステバン・デ・ゴルメスなどの町が含まれていた。ビスカヤの領主ディエゴ・ロペス2世・デ・アロが旗の持ち手になった。
更に加わったのはサンチョ7世のナバラ軍、ペドロ2世のアラゴン軍、ポルトガル王アフォンソ2世の軍である。ポルトガル軍はこの戦いには参戦したものの、王自身は参戦しなかった。それからテンプル騎士団、サンティアゴ騎士団、カラトラバ騎士団、オスピタル騎士団などの騎士修道会や、フランスの司教に率いられた騎士らが加わった。レオン王アルフォンソ9世はアフォンソ2世と敵対していたために来なかったが、レオン王国の騎士たちは王の名代としてはせ参じた。
1212年の夏にこうしてカトリック連合軍はトレドに集結した。そしてナースィル率いる親征軍と歴史的な決戦をすべく、6月20日にトレドを出発、南方へ向かって進軍した。ムワッヒド軍も22日にハエンへ向けて進軍したが、カトリック連合軍は27日にカラトラバを包囲、7月1日に降伏させた。退去を許された守備隊司令官イブン・カーディスはナースィルの前に出頭したが事情を聞き入れられず処刑、ムワッヒド軍は前進を続けナバス・デ・トロサの平原で野営、カトリック連合軍もナバス・デ・トロサに到着、決戦に備えて休息を取った。
アルフォンソ8世にとってはアラルコスの雪辱を果たす好機でもあったが、教皇至上主義の騎士たちの一部が連合軍から刃こぼれするように脱落していった。キリスト教連合軍の指揮官アルフォンソ8世に従ってついてきただけの義勇兵的な騎士たちには、政治的な了解などの強い動機があったわけではなかった。彼らにとって暑くて不快な慣れない気候は耐えられないものだったのである。このように、カトリック連合軍は必ずしも足並みが揃っているわけではなく、当初6万を超えた兵力は5万程度まで減少した。

## ナバス・デ・トロサの戦闘経過
アンダルシア地方のハエンの住民の間の小競り合いに半ば介入する形で、1212年7月16日にハエン近郊のナバス・デ・トロサで両軍は戦闘を開始した。カトリック連合軍の配置は、中央前衛をディエゴ・ロペス2世・デ・アロが、ゴンサロ・ヌニェス・デ・ララが騎士修道会を率いて主力部隊を指揮、アルフォンソ8世がロドリゴを伴い後衛を指揮した。サンチョ7世、アビラ、セゴビア、メディナ・デル・カンポの軍勢は左翼、右翼にペドロ2世の軍勢が陣取っていた。ムワッヒド軍は前線のアラブ人・ベルベル人部隊がアンダルスの主力部隊を掩護、後方の丘でナースィルのいる天幕を黒人親衛隊が周りを固めた。はじめは小競り合いのような戦いが繰り返された。カトリック連合軍は約5万、ムワッヒド軍は約12万5千の兵力であった。

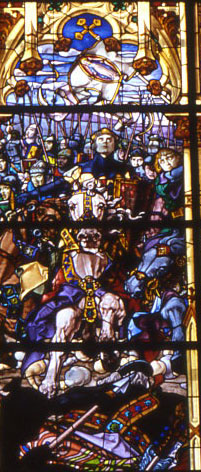
ナバラ王サンチョ7世「剛勇王」の雄姿。スペイン北部ロンセスバージェスの会堂のステンドグラスの画像より。

ムワッヒド軍は正面からの衝突をなるべく避けて、カトリック連合軍が疲れてくるのを待つ戦術をとった。イスラム軍はカトリック軍の2倍をはるかに凌駕する兵力であり、後退するように見せかけて、主力の厚みを生かして一気に反攻するつもりであった。つまり、カトリック連合軍を挑発しておいて混乱しているところを、アンダルスと本国のベルベル人で構成された圧倒的な戦力をもってイベリア半島から一気に叩き出すつもりであった。
イスラム教徒軍が後退を始めた時、それを見ていたカトリック連合軍の陣中では、アルフォンソ8世が臣下である騎士たちや王子の正面にいた。アルフォンソ8世はカトリック王たち共通の、そして自分自身に課せられた使命を果たすチャンスと見てとった。アルフォンソ8世はナースィルの本陣の反対側の脇腹に突撃をかけた。この攻撃はカトリック連合軍の士気を奮い立たせた。一方、ムワッヒド軍は大混乱に陥った。アラゴン軍やナバラ軍の小競り合いのような戦いも形勢が一気に傾いた。
この時、伝説のように語られるサンチョ7世の突撃が行なわれた。彼は揮下の精鋭を率いてナースィルの本陣めがけて突攻し、本陣のテントを鎖のように守る屈強な奴隷による親衛隊を打ち破って、テントまで斬り込んだ。ナースィルとその軍勢は慌てふためいて、9万とも10万ともいえる犠牲者を出して敗走した。一方、カトリック連合軍の戦死者は2000人ほどであった。主な犠牲者は騎士修道会に集中していた。カラトラバ騎士団の旗手であるペドロ・ゴメス・デ・アセベード（Pedro Gomez de Acevedo）、サンティアゴ騎士団修道長（comendator）アルフォンソ・フェルナンデス・デ・バリャドーレス（Alfonso Fernandez de Valladares）、サンティアゴ騎士団隊長ペドロ・アリアス（Pedro Arias、大怪我を負い8月3日死亡）、テンプル騎士団隊長ゴメス・ラミレス（Gomez Ramirez）、カラトラバ騎士団隊長ルイ・ディアス（Ruy Diaz）は、指揮ができないほどの悲惨な怪我をしていた。一方、敗北したナースィルは本国へ逃げ帰ることはできたものの、翌1213年、マラケシュで事故死した。
カトリック連合軍の勝因は士気の差にあったとされ、アルフォンソ8世はアラルコスの雪辱を果たすことに執念を燃やし、一般兵士も十字軍精神と戦利品獲得の野心がない交ぜになり士気は高かった。反対にムワッヒド軍は混成部隊で纏まりを欠き、ナースィルがアンダルス人やモロッコ人を差別していたため士気は低かった。イブン・カーディスの処刑もそれを助長、戦闘中サンチョ7世の部隊が本陣に迫るとナースィルが逃走したことが決定的な大敗になった。

戦後のナバラ王国の新たな盾形紋章

ナバラ王国の盾形紋章はこの戦いを契機に、赤地に金の鎖が描かれて中央にエメラルドが配される図柄となった。この紋章は今もスペイン王国の紋章の右下部分に見ることができる。

## ナバス・デ・トロサの戦いのもたらした影響
ナバス・デ・トロサの戦いでムワッヒド朝の受けた打撃は壊滅的ともいえるもので、以後イベリア半島のイスラム勢力は衰退と後退の一途をたどることになった。そしてムワッヒド朝の本国であるマグリブにおいても、やや時期が遅れたものの、衰退に拍車をかけることになった。一方でカトリック諸国のレコンキスタの進展にはずみをつけることになった。カトリック諸国間の内紛や1225年の大飢饉がなければ、もっとレコンキスタが加速したであろうと言われている。
1213年のナースィルの死後、息子のユースフ2世が後を継いだが、1224年に彼が子の無いまま死ぬと後継者争いが起こり、ムワッヒド朝はアンダルスでも本拠地の北アフリカでも分裂・弱体化していった。アンダルスに小国家群（タイファ）が乱立、北アフリカでもモロッコのマリーン朝やチュニジアのハフス朝が誕生、ムワッヒド朝は対処し切れず1269年にマリーン朝の攻撃で滅亡した。
ナバス・デ・トロサの戦いの後、カスティーリャはバエサとウベダを獲得した。これはナバス・デ・トロサ近郊の主要な砦であり、アンダルシアへ侵入する玄関口ともいえる拠点であった。ところが軍に疫病が発生したためカトリック連合軍はトレドへ引き返し、翌1213年にペドロ2世とナースィルが、1214年にアルフォンソ8世とディエゴ・ロペス2世といった戦いの参加者たちが死亡したため双方の軍事行動は停滞、キリスト教側は騎士団やロドリゴが辺境守備に奔走しながら拡張を試みたが上手くいかず、教皇ホノリウス3世も十字軍召集を呼びかけたりレオンに支援を要請したが、いずれも成果は上がらなかった。イスラム教側も同様で、守備は現地住民とムワッヒド朝の総督に任せきりの状態だった。
カスティーリャのレコンキスタはアルフォンソ8世の孫のフェルナンド3世の時代、1236年にコルドバ、1243年にムルシア、1246年にハエン、1248年にセビリアを占領して飛躍的に進展した。新たにアルコス、メディナ＝シドニア、ヘレス、カディスを獲得している。1252年にフェルナンド3世が死去した時はナスル朝グラナダ王国を除いて、タイファ諸国はすべて併合された。
一方、アラゴンはハイメ1世の時代、1228年から4年をかけてバレアレス諸島を征服し、1238年9月にバレンシアを占領した。バレンシアは13世紀の地中海においてジェノヴァやヴェネツィアに次ぐ商業都市となり、アラゴンはバレアレス諸島からサルデーニャやシチリアまでの西地中海域を支配する「帝国」へと成長した。